# Boston Open 2002
Die Boston Open 2002 im Badminton fanden am MIT in Cambridge statt. Es war die sechste Auflage dieser Turnierserie.

## Sieger und Finalisten
| Disziplin    | Gold                             | Silber                              |
| ------------ | -------------------------------- | ----------------------------------- |
| Herreneinzel | Wu Chibing                       | Khankham Malaythong                 |
| Dameneinzel  | Elie Wu                          | Szilvia Szombati                    |
| Herrendoppel | Tony Gunawan Khankham Malaythong | Andy Chong Wu Chibing               |
| Damendoppel  | Janis Tan Elie Wu                | Szilvia Szombati Melinda Keszthelyi |
| Mixed        | Andy Chong Szilvia Szombati      | Tony Gunawan Connie Hwang           |